# 니나 브레이스웰스미스
니나 브레이스웰스미스(Lady Nina Bracewell-Smith, 1955년 11월 14일 ~ )는 인도 출생의 영국의 기업인으로, 잉글랜드 프리미어리그의 아스널 FC의 주요 주주이며 재산은 《선데이 타임스》에 가족 재산까지 85만 파운드로 세계 657위이다.

## 일생과 경력
인도 뉴델리 출생의 외교관의 딸로, 아스널 FC의 전 회장이던 브레이스웰스미스 경의 아들 찰스 브레이스웰스미스와 1996년 결혼하였다.
2007년 9월 말 아스널 FC의 주식 15.9%를 소유하게 됐으며, 파크 레인 호텔과 파리의 리츠 호텔에서 사업을 하기도 했다.

## 같이 보기
- 아스널 FC